# Озеро Козероги
О́зеро Козеро́ги — гідрологічна пам'ятка природи загальнодержавного значення в Україні. Розташована в межах Чернігівського району Чернігівської області, біля села Козероги.
Площа 2 га. Створена Указом Президента України від 20.08.1996 року № 715/96. Перебуває у віданні Смолинської сільської ради.
Створена з метою охорони та збереження у природному стані реліктового озера в межах надзаплавної тераси річки Десни. Особливо цінними є угруповання водяного горіха та сальвінії плавучої, занесені до Червоної книги України.